# Juan Carlos Wasmosy
Juan Carlos María Wasmosy Monti (Asunción, Paraguay;  15 de diciembre de 1938) es un político y empresario paraguayo. Fue el 44.º presidente de la República durante el período comprendido entre el 15 de agosto de 1993 y el 15 de agosto de 1998.

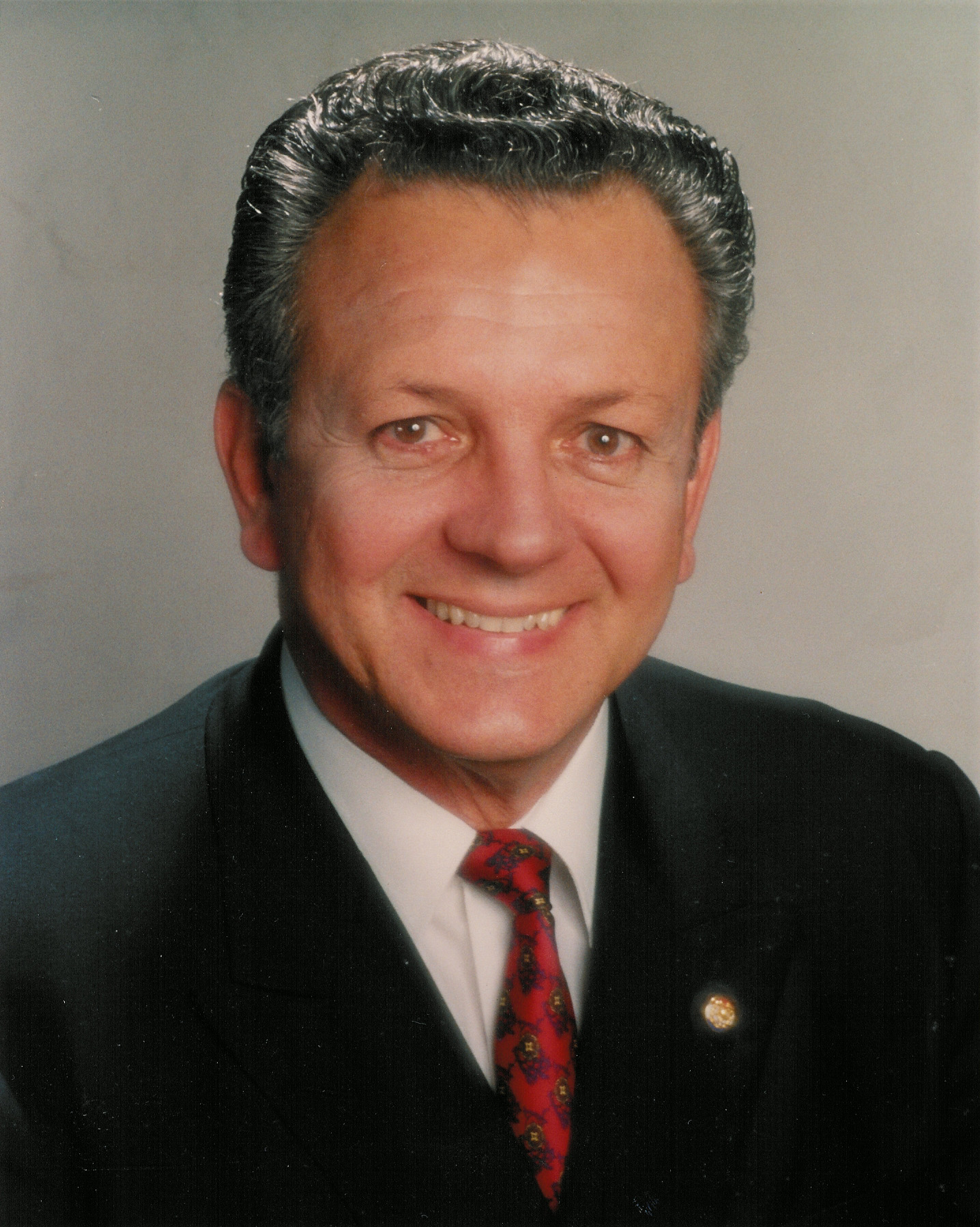
Wasmosy, c. 1990.

Fue el primer presidente civil electo desde 1950 y el segundo elegido democráticamente tras la dictadura del general Alfredo Stroessner, siendo su gobierno parte del proceso denominado transición a la democracia.

## Familia
Sus ancestros, en línea patrilineal, provenían de Hungría y se establecieron en Brasil, donde experimentaron una alteración en su apellido original, Vámosy, transformándolo en Wasmosy (apellido que, en la actualidad, es utilizado por algunos descendientes). Posteriormente, al arribar a Asunción, Paraguay, procedieron a realizar una nueva modificación en el apellido, adoptando de manera definitiva la variante Wasmosy.

## Vida profesional
Ingresó a la Facultad de Ciencias Físicas y Matemáticas (Ingeniería) de la Universidad Nacional de Asunción, impulsado por una profunda inclinación hacia las ciencias exactas. A partir del tercer año de la carrera, aprovechó la oportunidad de integrarse a equipos técnicos conformados por profesores de la facultad, lo que le permitió complementar su formación académica con la ejecución de proyectos y comenzar a generar sus primeros ingresos a través de su disciplina elegida.
Tras obtener el título de ingeniero civil en 1962, fundó su propia empresa y llevó a cabo numerosos proyectos en el sector privado. Su gran oportunidad llegó con la construcción de la represa hidroeléctrica de Itaipú Binacional, el mayor proyecto hidroeléctrico del mundo, en el cual lideró el Consorcio de Empresas Paraguayas. Este consorcio, en conjunto con el grupo brasileño Unicom, se encargó de las obras civiles del proyecto, que sigue funcionando hasta la fecha. Además, dedicó una parte significativa de su tiempo a la industria ganadera.

## Carrera política

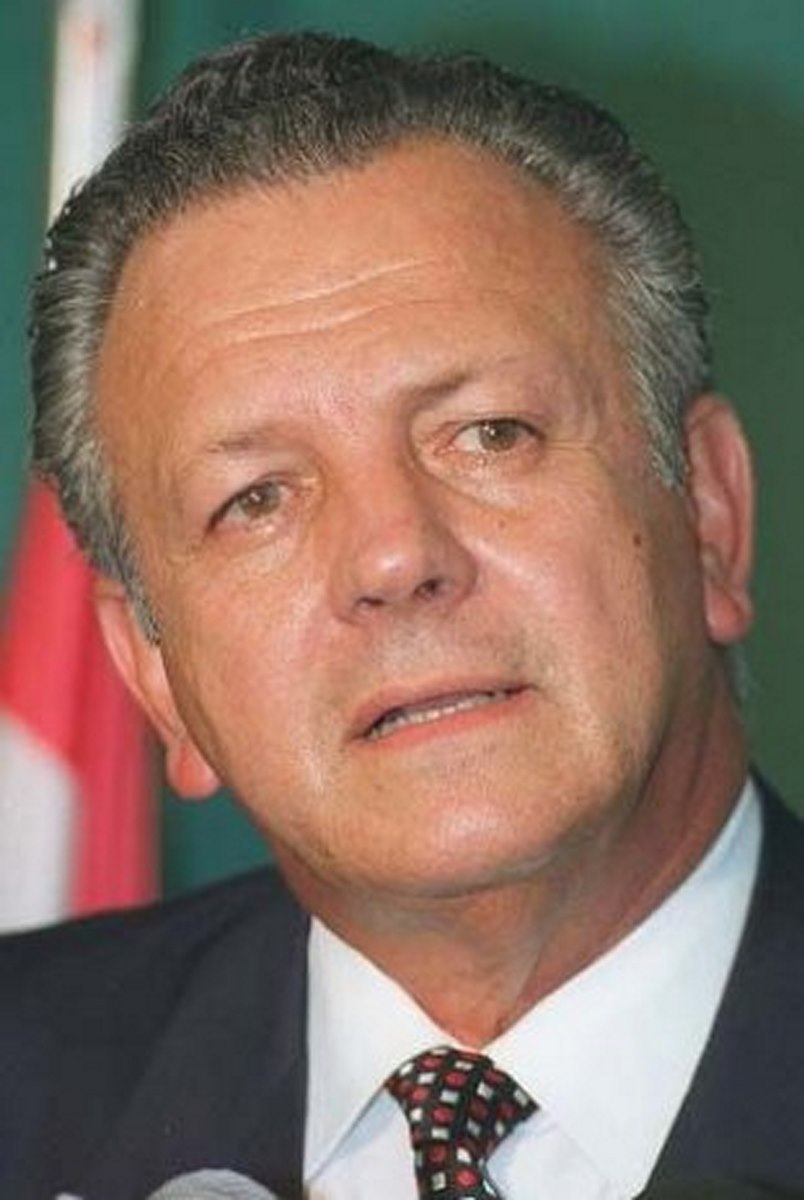
Wasmosy en la década de 1990.

El presidente de Paraguay, general Andrés Rodríguez Pedotti, quien asumió el poder tras el derrocamiento del dictador Alfredo Stroessner durante los eventos del 2 y 3 de febrero de 1989, designó a Juan Carlos Wasmosy como ministro de Integración en 1991.
En las elecciones generales de 1993, Wasmosy se enfrentó al economista Domingo Laíno, candidato del Partido Liberal Radical Auténtico y al empresario Guillermo Caballero Vargas, del Partido Encuentro Nacional. Wasmosy resultó vencedor con el 39,9 % de los votos, convirtiéndose en el primer presidente civil de Paraguay tras una sucesión de gobiernos militares.

## Presidencia de la República (1993-98)

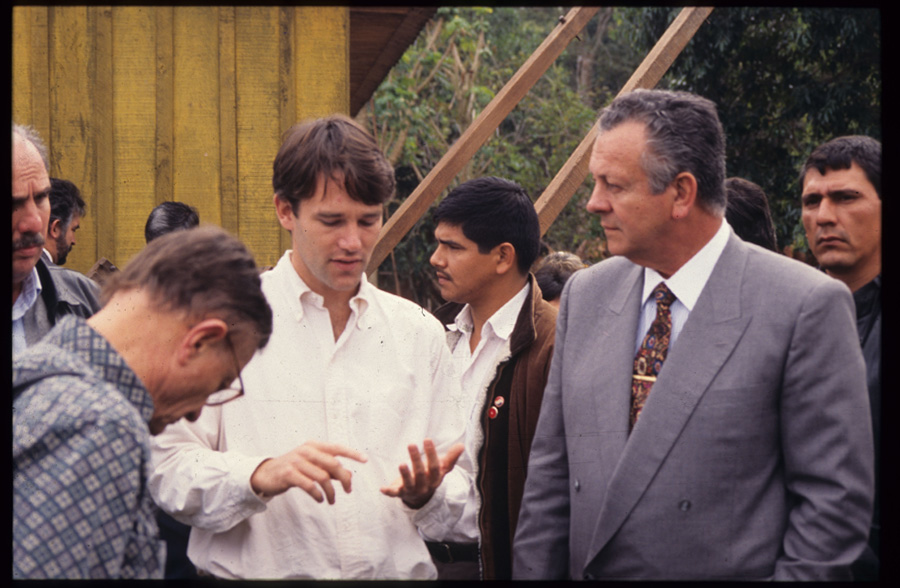
Wasmosy (de traje gris, a la derecha) y el embajador estadounidense en Paraguay, Robert White (con camisa azul y rostro no visible), durante el conflicto territorial con los achés.

Juan Carlos Wasmosy asumió la presidencia de Paraguay en 1993. Su mandato estuvo marcado por la impopularidad debido a su falta de apoyo a las reformas iniciadas por su predecesor, Andrés Rodríguez Pedotti. A pesar de intentar implementar un modelo económico inspirado en el «milagro de Chile», las condiciones de Paraguay no fueron favorables, lo que resultó en un fracaso económico. Durante su gobierno, Wasmosy enfrentó denuncias de corrupción, especialmente relacionadas con su primo José Luis Manzoni, quien estuvo involucrado en varios negocios con el Estado.

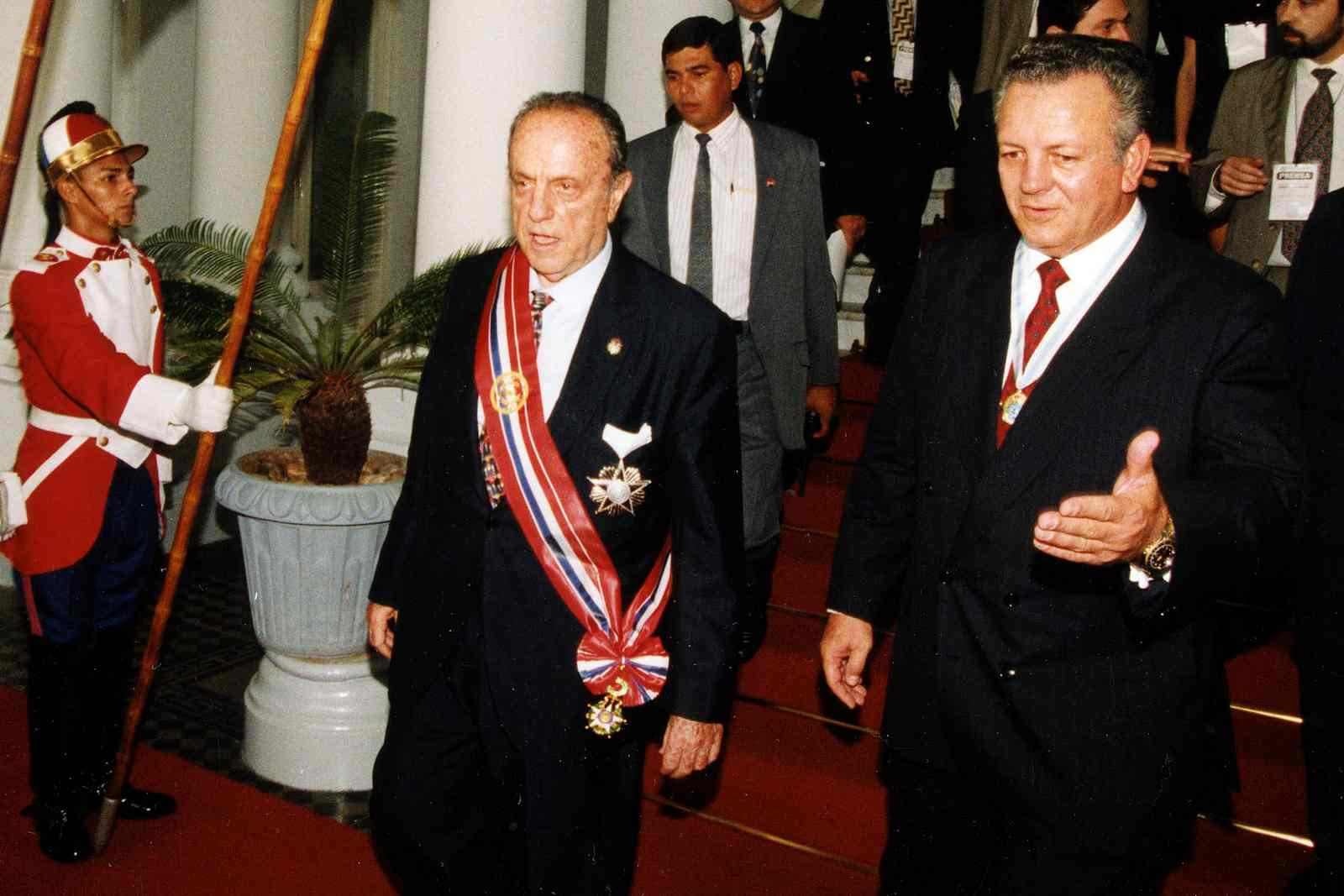
Wasmosy (derecha) recibiendo a Manuel Fraga en el Palacio de López (1995).

En 1996, Wasmosy estuvo involucrado en una crisis política tras una intentona golpista encabezada por el general Lino Oviedo. Tras una serie de negociaciones, Wasmosy logró deshacerse de Oviedo y alinearse con Luis María Argaña, quien se convirtió en el presidente del Partido Colorado. Las tensiones entre Wasmosy y Oviedo culminaron en el arresto de este último, quien fue condenado a prisión. Durante su mandato, Paraguay se integró al Mercosur y experimentó un crecimiento económico moderado, pero el sistema financiero del país colapsó, y Wasmosy tuvo que rescatar bancos con fondos del Estado. Su sucesor, Raúl Cubas Grau, fue elegido tras la condena de Oviedo.

## Pospresidencia
El 15 de agosto de 1998, Juan Carlos Wasmosy entregó el mando presidencial al ingeniero Raúl Cubas Grau, quien había sido elegido en los comicios generales de 1998 por una amplia mayoría de los paraguayos. Tras su retiro de la presidencia, Wasmosy no volvió a desempeñar funciones políticas relevantes, dedicándose de manera exclusiva a la actividad empresarial hasta la fecha.